# Маттаталл, Джон
Джон Гордон Маттаталл (англ. John Gordon Mattatall; род. 1 декабря 1982 года в Tatamagouche, Новая Шотландия, Канада) — канадский фигурист, выступавший в парном катании. В паре  с Милен Бродёр, он — бронзовый призёр чемпионата Канады 2009 и победитель Мемориала Ондрея Непелы 2007. Завершил любительскую спортивную карьеру в 2011 году.

## Программы
| Сезон     | Короткая программа                         | Произвольная программа                                                                                                  |
| --------- | ------------------------------------------ | --- |
| 2010—2011 | «My Way» Клод Франсуа, Жак Рево, Жиль Тибо | «Embraceable You» «An American in Paris» «I Got Rhythm» Джордж Гершвин                                                  |
| 2009—2010 | «What a Wonderful World» Джордж Дэвид Вайс | Саундтреки «Have Launch With Me» & «Singin’ In The Rain» из кинофильма «Поющие под дождём» Насио Херб Браун, Артур Фрид |
| 2008—2009 | «Tico-Tico» Зекинья де Абреу               | |
| 2007—2008 | «Chambermaid Swing» Parov Stelar           | «Тема Тары» из кинофильма «Унесённые ветром» & Сюита «Унесённые ветром» Джон Уильямс                                    |

## Результаты выступлений

### В парном катании
(с Милен Бродёр)
| Соревнования/Сезон             | 2006-2007 | 2007-2008 | 2008-2009 | 2009-2010 | 2010-2011 |
| ------------------------------ | --------- | --------- | --------- | --------- | --------- |
| Чемпионаты мира                |           |           | 10        |           |           |
| Чемпионаты Четырёх континентов |           | 7         | 8         | 7         |           |
| Чемпионаты Канады              | 9         | 7         | 3         | 4         | 4         |
| NHK Trophy                     |           |           |           | 5         | 6         |
| Cup of Russia                  |           |           |           | 6         |           |
| Cup of China                   |           |           | 6         |           |           |
| Skate Canada International     |           |           | 4         |           |           |
| Trophée Eric Bompard           |           |           |           |           | 4         |
| Мемориал Ондрея Непелы         |           | 1         |           |           |           |
| Nebelhorn Trophy               | 4         |           |           |           |           |

(с Террой Финдли)
| Соревнования/Сезон                 | 2002-2003 | 2003-2004 | 2004-2005 |
| ---------------------------------- | --------- | --------- | --------- |
| Чемпионат мира среди юниоров       |           | 10        |           |
| Чемпионаты Канады                  | 4 J.      | 2 J.      | 7         |
| Nebelhorn Trophy                   |           |           | 4         |
| Этап юниорского Гран-при, Словения |           | 3         |           |
| Этап юниорского Гран-при, Словакия |           | 4         |           |

- J = юниорский уровень

(с Рене Трембли)
| Соревнования/Сезон | 2000-2001 |
| ------------------ | --------- |
| Чемпионаты Канады  | 4 N.      |

- N = уровень "новички"

### В одиночном катании
| Соревнования/Сезон | 1999-2000 | 2002-2003 | 2003-2004 | 2004-2005 | 2005-2006 |
| ------------------ | --------- | --------- | --------- | --------- | --------- |
| Чемпионаты Канады  | 5 N.      | 25        | 22        | 26        | 19        |

- N = уровень "новички"